# 华阳观
华阳观，是位于广东省揭阳市仙桥街道的一座道教宫观，前身是重化岩。
每年春季的桃花是华阳观的景点之一。

## 图库

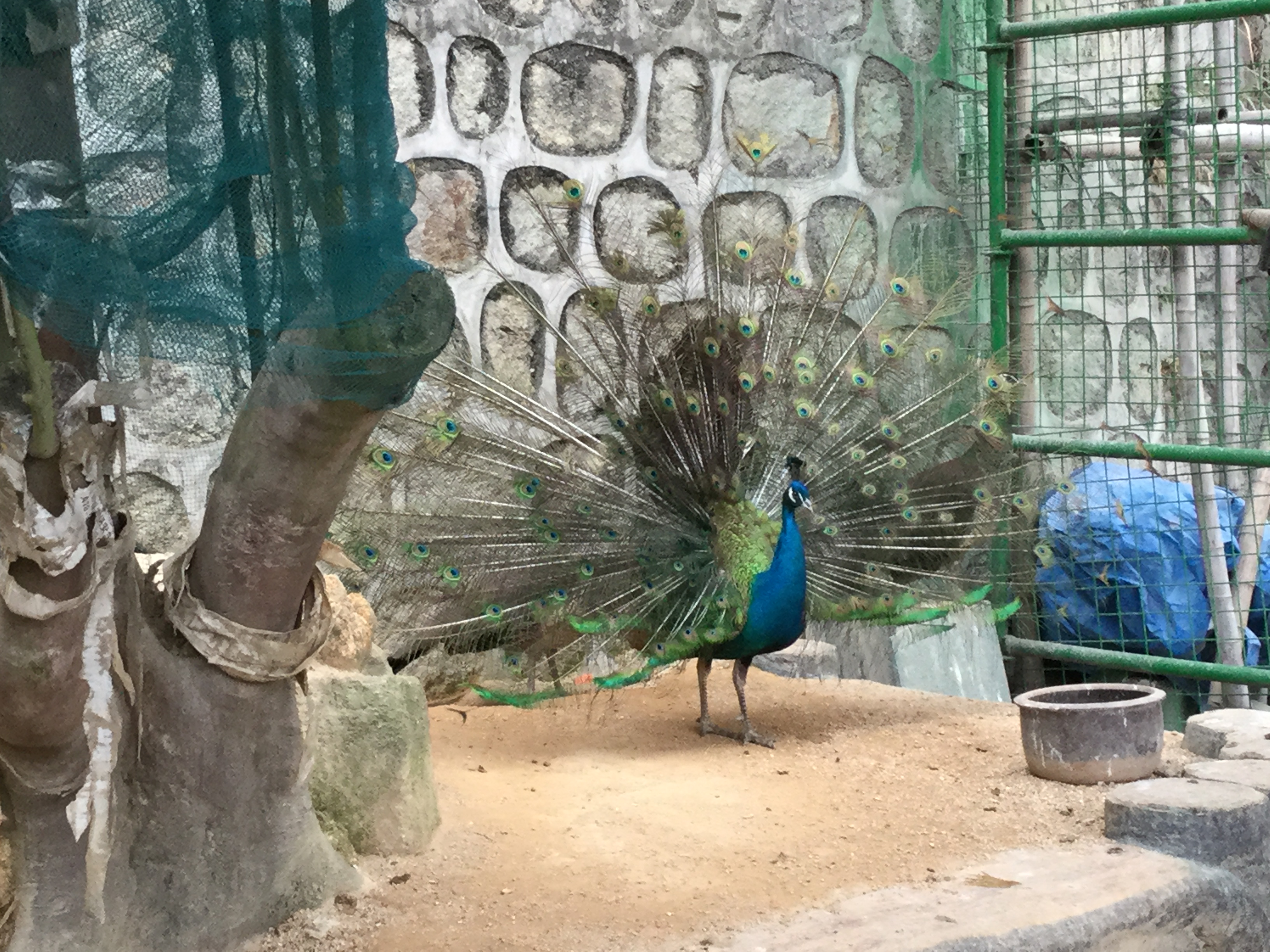
孔雀
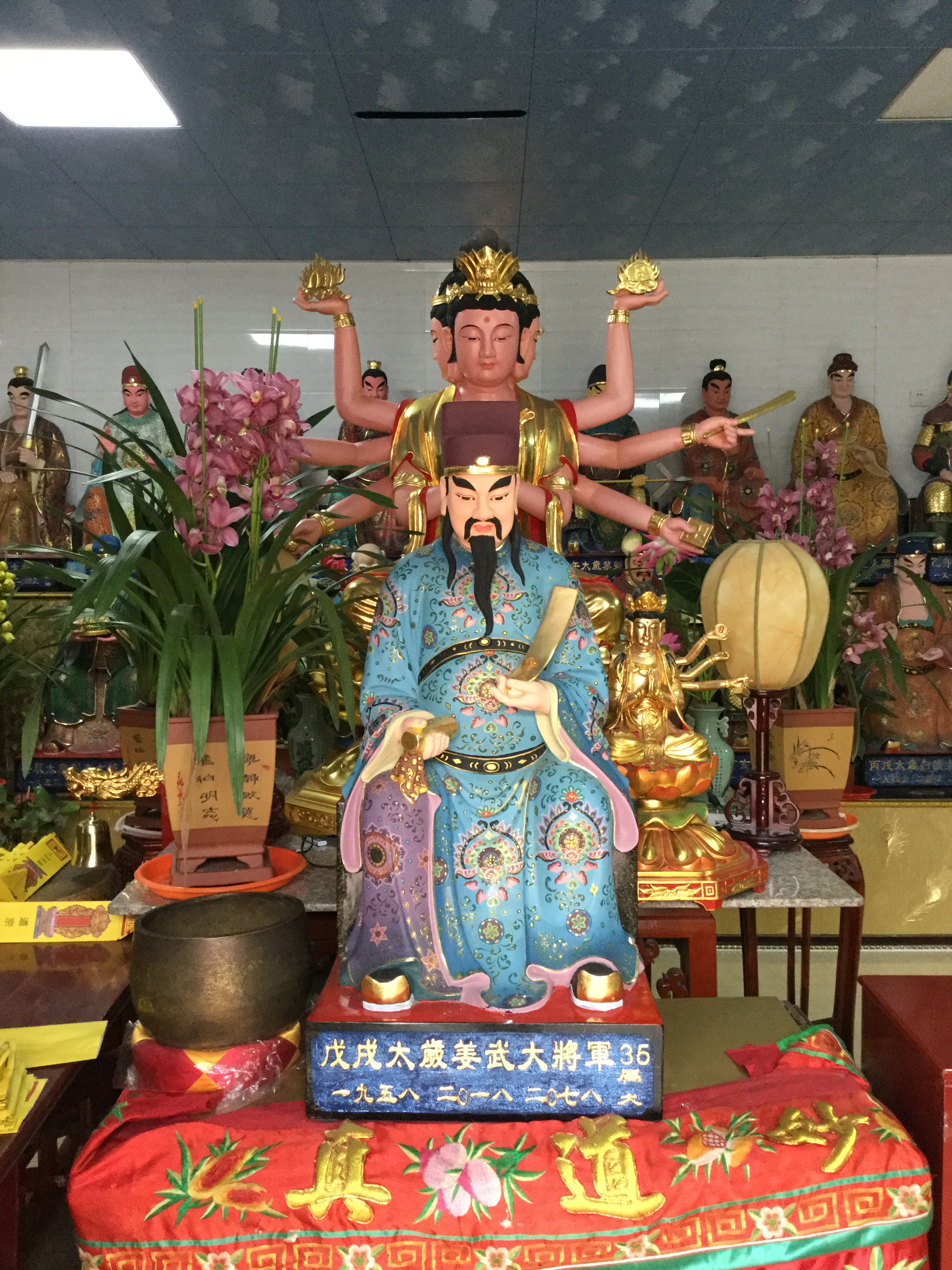
太岁殿斗姆元君